# Neurobasis awamena
Neurobasis awamena – gatunek ważki z rodziny świteziankowatych (Calopterygidae).